# ولاية الحوض الشرقي
ولاية الحوض الشرقي هي ولاية موريتانية تقع في شرق البلاد تبلغ مساحتها 182,700 كيلومتر مربع. عاصمتها مدينة النعمة، لكن أكبر مدينة هي فصالة في أقصى جنوب شرق موريتانيا ومن أهم القبائل التي كانت تقطن في الولاية قبيلة اولاد داود التي جمعت بين السيف والقلم .

## الموقع
تقع ولاية الحوض الشرقي في الناحية الجنوبية الشرقية من موريتانيا. عاصمتها هي مدينة النعمة.
يعتمد نشاط السكان على تربية المواشي وهو الجزء الذي امتازت فيه هذه الولاية عن غيرها من ولايات البلاد. كذلك، يعد النشاط الزراعي وعملية التبادل مع المناطق المجاورة خصوصا مع مدن جمهورية مالي المحاذية أحد الموارد الاقتصادية الهامة للولاية.

## التقسيم الإداري
تنقسم الولاية إلى عدة مقاطعات هي:
- مقاطعة آمرج وتضم البلديات:
  - آمرج
  - عدل بكرو
  - بوقادوم

- مقاطعة باسكنو وتضم البلديات:
  - باسكنو
  - فصالة
  - المقفة

- مقاطعة جكني وتضم البلديات:
  - جكني
  - مبروك
  - بالنعمان
  - عوينات الزبل
  - اقليك اهل بية
  - قصر البركة
  - فيرني

- مقاطعة النعمة وتضم البلديات:
  - النعمة
  - أشميم
  - الجريف
  - بانكو
  - حاسي أتيلة
  - أم آفنادش
  - أقوينيت
  - المبروك
  - بايريفار
  - نوال

- مقاطعة تمبدغة وتضم البلديات:
  - تمبدغة
  - الطويل
  - كمبي صالح
  - بوسطيلة
  - حاس إمهادي

- مقاطعة ولاتة وتضم البلديات: ولاتة

- مقاطعة الظهر وتضم البلديات: الظهر

تحوي ولاية الحوض الشرقي مدنا تاريخية كمدينة ولاتة وكومبي صالح بالإضافة إلى عاصمة الولاية، النعمة، كما تستغل سياحيا في مواسم السباقات الرياضية مثل سباق رالي داكار.

## السكان
بلغ عدد سكان المنطقة 430,668 نسمة في تعداد 2013، مقارنة بـ 363.071 في عام 2011. كانت نسبة الإناث 47.71% والذكور 52.29%. اعتبارًا من عام 2008، كان معدل معرفة القراءة والكتابة للأشخاص الذين تبلغ أعمارهم 15 عامًا فأكثر 53.90.
| الاسم  | المساحة (كم2) | عدد السكان (25 مارس 2013) |
| ------ | ------------- | ------------------------- |
| آمورج  | 9,200         | 94,559                    |
| باسكنو | 16,500        | 88,432                    |
| جكني   | 3,900         | 59,614                    |
| النعمة | 10,000        | 87,048                    |
| ولاتة  | 134,000       | 13,086                    |
| الظهر  | 9,100         | 79,069                    |

## التاريخ
أمراء أولاد امبارك لأنهم من أصول عربية قحة لا غبار فيها ولأنهم بنوا مجداً لم يبنيه غيرهم في موريتانيا ومن أشهرهم (الملك هنون ولد بوسيف -والسلطان خطري ولد اعمر والد اعل - واعل الشيخ أمج اظحه -اعمر بوجرانه -هنون امبهدل -القصاص -وعثمان إداريف -وعثمان الضامر -وعثمان ولد بوسيف - ولا يمكن حصر أمراء وأبطال وفتيان بيت أولاد امبارك بيت عزت العرب في إفريقيا وسيظل تاريخهم مشرقا مثل بنو عمومتهم العباسيين والأمويين .

## أشهر أبناء الحوض الشرقي
- أعل ولد شياخ
- الشيخ محمد الأمين ولد سيد مَحمد[4]
- بوياكي ولد عابدين
- الشيخ سيد بن جد بن الطاهر
- الطالب الأمين بن عبد الدايم

1. ↑  GeoNames (بالإنجليزية), 2005, QID:Q830106
2. ↑  MusicBrainz (بالإنجليزية), MetaBrainz Foundation, QID:Q14005
3. ↑  Office National de la Statistique, Nouakchott.
4. ↑  "ارتياح واسع في الحوض الشرقي بعد اطلاق سراح الشيخ محمد الأمين ولد سيد أمحمد". وكالة الحقيقة الإخبارية. مؤرشف من الأصل في 2020-02-06.

- خبار بلادي.. موريتانيا.. ولاية الحوض الشرقي